# Collon
Collon (irisch Collann) ist eine Kleinstadt im County Louth im Osten der Republik Irland. 
Collon liegt etwa 12 km nordwestlich von Drogheda im Südwesten des Countys Louth, nahe der Grenze zum County Meath, an der Nationalstraße N2, 9 km nördlich von Slane und 10 km südlich von Ardee.
Die Einwohnerzahl von Collon wurde beim Census 2022 mit 864 Personen ermittelt, nahezu eine Verdreifachung der Einwohnerzahl seit 1996.
In Collon befindet sich die New Mellifont Abbey der Trappisten; die historische Mellifont Abbey der Zisterzienser befand sich nur wenige Kilometer südlich von Collon in Mellifont.